# 埃戈斯溪
埃戈斯溪（羅馬化：Aigos Potamoi）或称伊哥斯波塔米、山羊溪 是塞斯托斯东北方一条注入赫勒斯滂的小河的名字。
公元前405年吕山德在此地战役中率斯巴达军全歼雅典舰队，结束了伯罗奔尼撒战争。现存4~5世纪钱币可证明同名古希腊村庄的存在。河流本身则位于古代色雷斯半岛（羅馬化：Thrakiké Chersónesos，即今加里波利半岛）。
据包括老普林尼和亚里士多德在内的古代史料记录了公元前467年有一块陨石落在了埃戈斯溪附近。据记载其为棕色，大小约为一辆马车可装载。在陨石坠落时还有彗星目击报告，目前认为该彗星是哈雷彗星。这可能是欧洲最早的哈雷彗星记录。
伊哥斯波塔米位于达达尼尔海峡附近、现代土耳其城市粟特鲁斯东北方。